# Luis Alberto Rodríguez López-Calleja
Pour les articles homonymes, voir Rodríguez, López et Calleja.
Luis Alberto Rodríguez López-Calleja, né le 19 janvier 1960 à Santa Clara (Cuba) et mort le 1er juillet 2022 à La Havane (Cuba), est un militaire, homme d'affaires et homme politique cubain. 
Dans les années 1990, il épouse Deborah Castro Espín, fille ainée de Raúl Castro, et commence à diriger le conglomérat d’entreprises militaires GAESA, qui contrôle une grande partie de l'économie cubaine. D'avril 2021 à sa mort, il est membre du Bureau politique du Parti communiste de Cuba, la plus haute instance du Parti, composé de 14 membres.

## Biographie
Luis Alberto Rodríguez López-Calleja est né le 19 janvier 1960 à Santa Clara. Son père est le général de division Guillermo Rodríguez del Pozo (1929-2016), compagnon de route des frères Castro pendant la Révolution cubaine,. La biographie de Luis Alberto Rodríguez López-Calleja est peu connue. Il est rarement cité dans les médias cubains et peu photographié,.
En 2011, Luis Alberto Rodríguez López-Calleja, alors colonel, intègre le comité central du Parti communiste de Cuba.
Luis Alberto Rodríguez López-Calleja dirige la branche financière des Forces armées cubaines, connue sous le nom de GAESA. Ce conglomérat d'entreprises publiques contrôle des hôtels, des usines, des magasins, une compagnie aérienne, des sociétés de télécommunication ou encore la zone portuaire de Mariel,.
En septembre 2020 , les autorités américaines décident d'appliquer des sanctions à l'égard de Luis Alberto Rodríguez López-Calleja en tant que directeur du conglomérat d'entreprises GAESA. Selon le secrétaire d'État américain Mike Pompeo : « Les revenus générés par les activités économiques de GASEA sont utilisés pour opprimer le peuple cubain et pour financer la domination coloniale du Venezuela par Cuba ».
Lors du VIIIe congrès du Parti communiste cubain qui se tient du 16 au 19 avril 2021, Luis Alberto Rodríguez López-Calleja intègre le Bureau politique, la plus haute instance du Parti, composé de 14 membres,.
Luis Alberto Rodríguez López-Calleja meurt le 1er juillet 2022, officiellement d'une insuffisance cardiovasculaire, officieusement d'un cancer du poumon. 

### Famille

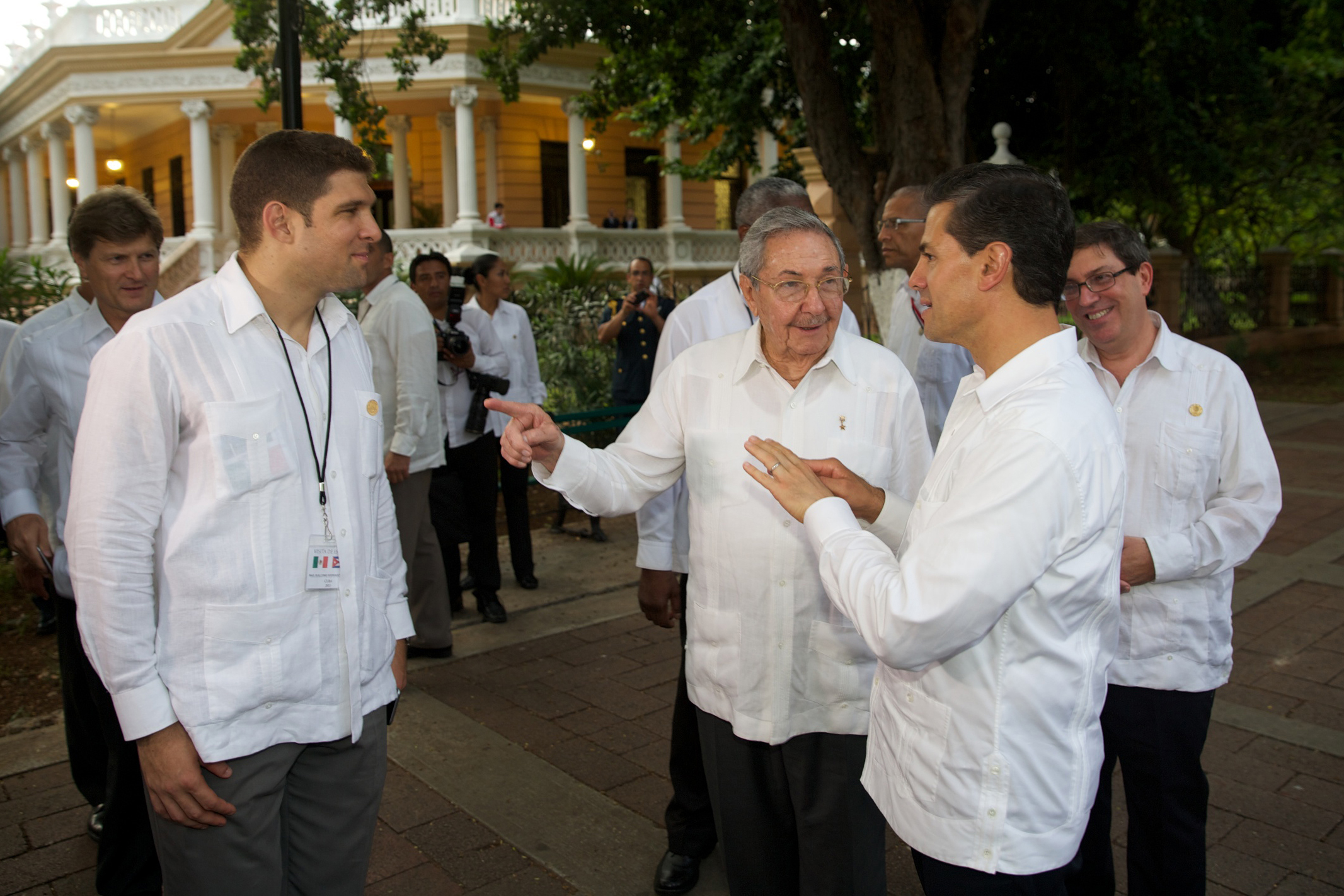
Raúl Castro (au centre), son petit-fils Raúl Guillermo (à gauche) et Enrique Peña Nieto en 2015.

Dans les années 1990, Luis Alberto Rodríguez López-Calleja épouse Deborah Castro Espín, fille ainée de Raúl Castro. Diplômée en génie chimique, elle est la mère de ses deux enfants : Vilma Rodríguez Castro et Raúl Guillermo Rodríguez Castro. Ce dernier est le responsable de la cellule de protection personnelle de son grand-père Raúl Castro. Après son divorce avec Déborah Castro, Rodríguez López-Calleja garde de bonnes relations avec son ancien beau-père Raúl Castro,,.